# 앨리스 콜트레인
앨리스 콜트레인(영어: Alice Coltrane, 1937년 8월 27일 ~ 2007년 1월 12일) 또는 산스크리트어 이름 투리야산기타난다(Turiyasangitananda)는 미국의 재즈 음악가, 작곡가이자 스와미니이다. 재즈 역사에 있어 뛰어난 피아니스트이자 얼마 존재하지 않는 하프 연주자이며 1960년대 말과 1970년대초 임펄스! 및 다른 레이블에서 밴드리더로서 많은 음반을 녹음하였다. 앨리스는 색소폰 연주자이자 작곡가인 존 콜트레인과 결혼하였으며, 1966년과 그 이듬해 함께 공연을 펼쳤다. "스피리추얼 재즈" 스타일의 가장 중요한 주창자 중 한 명이며, 재즈 신 안팎에서 영향력을 끼쳤다.
콜트레인의 음악가로서 경력은 1970년대 중반부터 느려지기 시작했고 종교 교육에 더 힘쓰기 시작했다. 1975년에는 베단타 학파 센터, 1983년에는 샨티 아난탐 아슈람을 캘리포니아에 세웠다. 1994년 7월 3일, 스와미니는 해당 땅을 사이 아난탐 아슈람으로 개칭하였다. 1980년과 1990년대에는 2000년대 재즈에 복귀하기 전 힌두교 색채의 노래를 여러 음반에 걸쳐 녹음하였다.

## 생애

### 어린 시절 및 경력 (1937-1965)
앨리스 맥러드는 1937년 8월 27일 미시건주 디트로이트에서 태어났으며, 음악을 하는 가정에서 태어났다. 엄마인 애나 맥러드는 교회 성가대로 활동하였으며 이부형제 어니스트 패로는 재즈 베이시스트가 되었다. 여동생인 메릴린 맥러드는 모타운의 싱어송라이터로 활동했다. 아버지의 장려와 함께 앨리스는 음악을 하기 시작했고, 1950년대 말 파리로 가기 전까지 디트로이트의 여러 클럽에서 공연을 하였다. 파리에서는 클래식 음악을 공부했고 버드 파월과 함께 재즈를 하였다. 1960년에는 블루 노트 재즈 클럽에서 피아니스트로 일하였다. 앨리스는 프랑스의 텔레비전에서 럭키 톰슨, 피에르 미셸로, 케니 클라크 등과 함께 공연을 하였다. 1960년에는 케니 "판초" 해굿과 결혼하였으며, 딸 한 명을 낳았다. 결혼은 해굿의 헤로인 중독으로 인해 얼마 지속되지 않았으며, 앨리스는 자신의 딸과 함께 디트로이트로 돌아가다. 이후에도 디트로이트에서 재즈 음악을 하면서, 비브라폰 연주자 테리 폴러드와 함께 듀오로 활동하거나 트리오를 결성하였다. 1962년과 1963년에는 테리 깁스 콰르텟에 들어가 연주했으며, 존 콜트레인을 만났다. 1965년, 둘은 멕시코 후아레스에서 결혼하였다. 존 콜트레인은 앨리스 콜트레인의 딸 미셸의 새아버지가 되었으며, 둘 사이에서 존 주니어(1964년, 1982년 자동차 사고로 사망), 라비(1965년, 색소폰 연주자), 산타나에서 색소폰을 연주하는 오라냔까지 세 명의 아이를 낳았다.

### 솔로 작품 (196-1978)
앨리스와 존의 영적인 영향을 받은 관심도는 《A Love Supreme》과 같은 존의 작품에 영향을 끼쳤다. 1966년 1월, 앨리스 콜트레인은 매코이 타이너의 피아니스트 자리를 대체하였다. 이후 1967년 7월 17일 존이 사망할 때까지 밴드와 함께 연주했다. 남편이 사망한 후 음악적, 정신적 비전을 계속 전달하였고, 작곡가이자 밴드 리더로서 음반을 발표하기 시작하였다. 첫 음반인 《A Monastic Trio》는 1967년에 녹음됐다. 1968년부터 1977년까지 13장의 정규 음반을 발매하였다. 시간이 지나면서 음악적 방향은 스탠더드 재즈에서 더욱 영적인 느낌이 가미되었다. 1971년 작 《Universal Consciousness》와 1972년 작 《World Galaxy》와 같은 음반은 현악 편곡처럼 관현악적인 접근으로 발전하였다. 1973년까지는 임펄스! 레코드와 함께 음악을 발매하였으며, 1973년부터 대중의 눈을 피하기 시작한 1978년까지는 워너 브라더스에서 음악을 발매했다.

### 아슈람 (1975-1995)
남편의 사망 이후 앨리스는 시련의 시기를 겪었다. 심각한 체중 감소 및 불면증, 환각에 시달렸다. 이러한 고통은 앨리스가 힌두교의 영적인 지도를 구하기 위해 스와미 사치다난다와 사티야 사이바바를 만나도록 이끌었다. 1972년, 앨리스는 자신의 세속적 삶을 버리고 캘리포니아로 이주하여 베단타 센터를 설립하였다. 1970년대 후반에는 자신의 이름을 투리야산기타난다로 개명하였다. 1983년에는 샨티 아난탐 아슈람(이후 사이 아난탐 아슈람으로 이름이 변경됨)에서 영적 지도자, 스와미니로 활동하였다. 앨리스는 아슈람에서 공식·비공식적인 예식을 거행하였다. 바잔으로 알려진 솔로 합창, 단체 합상, 키르탄 등을 공연했다. 전통 노래에서 독창적인 멜로디를 개발하였으며, 신시사이저와 정교한 노래 구조를 쌓는 등 실험적인 음악을 시도했다. 이는 1982년 《Turiya Sings》에서 절정에 달하였다. 카세트는 아슈람의 신자에게만 공개되었다. 1980년대 중반부터 1990년대 중반까지는 《Divine Songs》(1987), 《Infinite Chants》(1990), 《Glorious Chants》까지 세 개의 카세트를 더 발매했다. 뉴욕의 레이블 루아카 밥은 아슈람 테이프에서 노래를 모아 2017년 《World Spirituality Classics 1: The Ecstatic Music of Alice Coltrane Turiyasangitananda》를 발매하였다.
아슈람은 2018년 화재로 전소되었다.

### 말년과 죽음 (1995-2007)

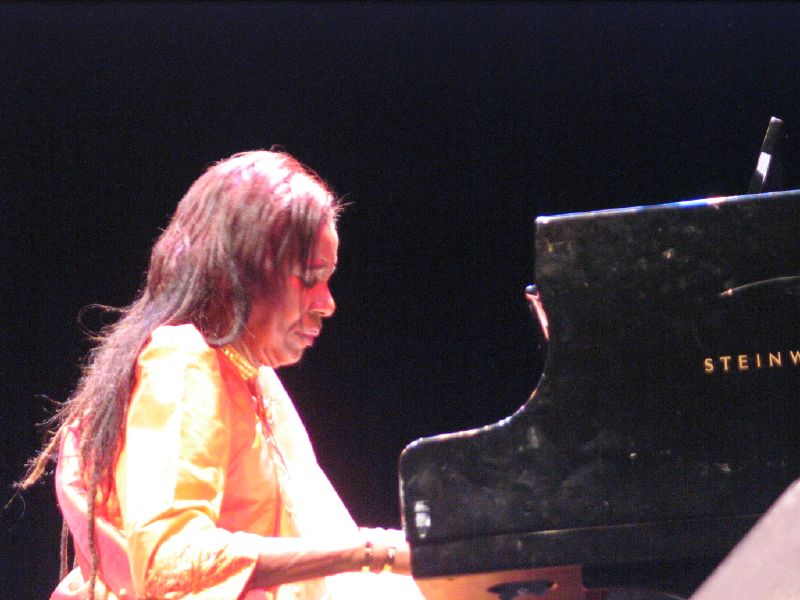
2006년의 모습

1990년대 콜트레인에 관한 관심이 다시 높아지면서 컴필레이션 《Astral Meditations》가 발매되었고 2004년에는 컴백 음반 《Translinear Light》를 발매하였다. 25년간의 공연 중단 이후 2006년 가을 미국에서 세 번의 공연을 펼쳤으며, 그 중 존 콜트레인의 80번째 생일이기도 한 9월 23일에 미시간 대학 음악 협회가 주최한 앤아버의 힐 오디토리움 콘서트가 잡혔다. 11월 4일 샌프란시스코 재즈 페스티벌에서는 아들 라비, 드러머 로이 헤인스, 베이시스트 찰리 헤이든과 협업했다.
앨리스 콜트레인은 2007년 69세의 나이로 로스앤젤레스 교외의 웨스트힐스 병원에서 호흡부전으로 사망하였다. 이후 존 콜트레인과 함께 뉴욕 파인론 메모리얼 파크에 묻혔다.

## 영향
폴 웰러는 자신의 음반 《22 Dreams》에서 〈Song for Alice (Dedicated to the Beautiful Legacy of Mrs. Coltrane)〉이란 제목의 노래를 수록하였다. Sunn O)))는 2009년 음반 《Monoliths & Dimensions》에서 〈Alice〉라는 제목의 노래를 넣었다. 전자 음악가 플라잉 로터스는 앨리스 콜트레인의 조카아들이다. 2010년 음반 《Cosmogramma》에서 로터스는 《Ptah, the El Daoud》에 수록된 〈Blue Nile〉의 하프를 샘플링한 〈Drips//Auntie's Harp〉를 수록하였다. 로라 베어스의 음반 《Warp and Weft》의 〈That Alice〉는 앨리스 콜트레인에 관한 노래이다. 오렌지 케이크 믹스는 《Silver Lining Underwater》에서 〈Alice Coltrane〉이라는 이름의 노래를 수록했다. 시인 조반니 싱글턴의 책 "승천"(Ascension)에는 콜트레인이 사망한 후에 쓴 49수의 시가 들어 있다.
앨리스 콜트레인은 2008년 유니버설 스튜디오의 화재로 인해 마스터된 음원을 잃은 수백 명의 음악가 중 한 명이다.

## 디스코그래피

### 리더
- A Monastic Trio (Impulse!, 1968)
- Cosmic Music (Impulse!, 1966–1968) with John Coltrane
- Huntington Ashram Monastery (Impulse!, 1969)
- Ptah, the El Daoud (Impulse!, 1970)
- Journey in Satchidananda (Impulse!, 1971)
- Universal Consciousness (Impulse!, 1971)
- World Galaxy (Impulse!, 1972)
- Lord of Lords (Impulse!, 1973)
- Reflection on Creation and Space (a Five Year View) (Impulse!, 1973; compilation)
- Illuminations (Columbia, 1974) with Carlos Santana
- Eternity (Warner Bros, 1975)
- Radha-Krsna Nama Sankirtana (Warner Bros., 1976)
- Transcendence (Warner Bros., 1977)
- Transfiguration (Warner Bros., 1978)
- Turiya Sings (Avatar Book Institute, 1982; reissued by Impulse!/Verve/UMe/Universal, 2021)
- Divine Songs (Avatar, 1987)
- Infinite Chants (Avatar, 1990)
- Glorious Chants (Avatar, 1995)
- Priceless Jazz Collection (GRP, 1998; compilation)
- Astral Meditations (Impulse!, 1999; compilation)
- Translinear Light (Impulse!, 2004)
- The Impulse Story (Impulse!, 2006; compilation)
- World Spiritual Classics: Volume I: The Ecstatic Music of Alice Coltrane Turiyasangitananda (Luaka Bop, 2017; compilation)
- Spiritual Eternal: The Complete Warner Bros. Studio Recordings (Real Gone Music 2018, compilation)

### 사이드워먼
존 콜트레인
- Live at the Village Vanguard Again! (Impulse!, 1966)
- Live in Japan (Impulse!, 1966; released 1973)
- Stellar Regions (Impulse!, 1967; released 1995)
- Expression (Impulse!, 1967)
- The Olatunji Concert: The Last Live Recording (Impulse!, 1967; released 2001)
- Infinity (Impulse!, 1972)

테리 깁스
- Terry Gibbs Plays Jewish Melodies in Jazztime (Mercury, 1963)
- Hootenanny My Way (Mercury, 1963)
- El Nutto (Limelight, 1964)

롤런드 커크
- Left & Right (Atlantic, 1968)

매코이 타이너
- Extensions (Blue Note, 1970)

조 헨더슨
- The Elements (Milestone, 1973)

찰리 헤이든
- Closeness (Horizon, 1976)

이외
- Stolen Moments: Red Hot + Cool (GRP, 1994)